# Хорошее (Алтайский край)
Хорошее (Шёнфельд (нем. Schönfeld), также посёлок Хороший) — село в Табунском районе Алтайском крае, в составе Серебропольского сельсовета. Основано в 1911 году.
Население - 277 (2013)

## История
Основано в 1911 году переселенцами из Причерноморья. До 1917 – в составе Славгородской волости Барнаульского уезда Томской губернии. Меннонитская община; братско-меннонитская община Саратов.
В 1924 году 11 семей выехало в Приамурье. В 1926 году семеноводческое и племенное товарищество, красный уголок. В годы коллективизации организован колхоз "Нейланд", впоследствии в составе колхоза имени Тельмана. В конце 1930-х практически всех мужчин деревни арестовали. Из 72 арестованных вернулось только 12 человек. В годы войны в село поселили поволжских немцев, лютеран по вероисповеданию. В 1964 году в Хорошее переселили немцев из соседней деревни Подснежино. Это также были украинские немцы, но не меннониты, а католики.

## Физико-географическая характеристика
Село расположено на востоке Табунского района в пределах Кулундинской равнины, относящейся к Западно-Сибирской равнине, в 12 км к западу от озера Кулундинское, на высоте 122 метров над уровнем моря. Рельеф местности — равнинный, село окружено полями. Распространены каштановые и тёмно-каштановые почвы.
По автомобильным дорогам расстояние до административного центра села Сереброполь — 9 км, до районного центра села Табуны — 40 км, до краевого центра города Барнаула — 450 км, до ближайшего города Славгород — 68 км.
Климат
Климат умеренный континентальный (согласно классификации климатов Кёппена-Гейгера — тип Dfb). Среднегодовая температура положительная и составляет +2,0° С, средняя температура самого холодного месяца января -17,2 °C, самого жаркого месяца июля +20,5° С. Многолетняя норма осадков — 303 мм, наибольшее количество осадков выпадает в июле — 53 мм, наименьшее в феврале и марте — по 13 мм.
Часовой пояс
Хорошее, как и весь Алтайский край, находится в часовой зоне МСК+4. Смещение применяемого времени относительно UTC составляет +7:00.

## Население
Динамика численности населения по годам:
| 1926 | 1980 | 1987 | 2006 |
| ---- | ---- | ---- | ---- |
| 365  | 460  | 437  | 307  |

| 1926 | 1980 | 1987 | 1997 | 1998 | 1999 | 2000 |
| ---- | ---- | ---- | ---- | ---- | ---- | ---- |
| 365  | ↗460 | ↘437 | ↘312 | ↗325 | ↘324 | ↘321 |
| 2001 | 2002 | 2003 | 2004 | 2005 | 2006 | 2007 |
| ↘318 | ↗326 | →326 | ↘309 | ↗311 | ↘307 | ↘300 |
| 2008 | 2009 | 2010 | 2011 | 2012 | 2013 |      |
| ↘287 | ↗293 | ↘289 | →289 | ↘281 | ↘277 |      |